# Acer haselbachense
Acer haselbachense é uma espécie de árvore do gênero Acer, pertencente à família Aceraceae.